# Bento (Name)
Bento ist als Kurzform von Benedito (dt.: Benedikt) ein portugiesischer männlicher Vorname und Familienname.

## Namensträger

### Vorname
- Bento da França Pinto de Oliveira (1833–1889), portugiesischer Offizier und Kolonialverwalter
- Bento de Góis (1562–1607), portugiesischer Jesuit, Missionar und Entdecker
- Bento António Gonçalves (1902–1942), portugiesischer Politiker
- Bento Matheus Krepski (* 1999), brasilianischer Fußballspieler, siehe Bento (Fußballspieler)
- Bento Munhoz da Rocha Neto (1905–1978), brasilianischer Politiker

### Familienname
- Bento Bento, angolanischer Politiker
- Irene Storms Bento (1923–2006), deutsche Zirkusreiterin
- José Bento (* 1946), portugiesischer Badmintonspieler
- José Bento Pessoa (1874–1954), portugiesischer Radrennfahrer
- Kauam Bento (* 1993), brasilianischer Dreispringer
- Manuel Bento (1948–2007), portugiesischer Fußballtorhüter
- Mariana Bento (* 2001), portugiesische Leichtathletin
- Paulo Bento (* 1969), portugiesischer Fußballspieler und -trainer
- Paulo Sérgio Bento Brito (* 1968), portugiesischer Fußballspieler und -trainer, siehe Paulo Sérgio (Fußballspieler, 1968)
- Rui Bento (* 1972), portugiesischer Fußballspieler
- Sava Bento (* 1991), portugiesischer Fußballspieler
- Serge Bento (* 1931), französischer Schauspieler